# Собор Вишгородської Богородиці
Собо́р Ви́шгородської Богоро́диці — один з найбільших на Київщині храмів Української греко-католицької церкви, відпустове місце Київської архиєпархії УГКЦ.

## Історичне підґрунтя
Розташоване за 15 км вище від Києва і гирла Десни, на високих пагорбах правого берега Дніпра, біля важливої переправи на торговельних шляхах місто Вишгород у часи Київської Русі відігравало стратегічну роль у захисті столиці від набігів різноманітних загарбників. Перша згадка про існування Вишгорода датується 946 роком. Під цією датою у літописі «Повість минулих літ» він згадується як град княгині Ольги. В XI столітті тут були поховані князі Борис і Гліб — перші києво-руські святі. З цього часу Вишгород перетворюється на важливий релігійний центр Київської Русі.  1112 року князем Володимиром Мономахом було завершено будівництво величезного  мурованого собору для увічнення їхньої пам'яті, який було закладено ще у 1075 році чернігівським князем Святославом Ярославичем. У 1115 мощі святих мучеників були перенесені до нього . З 1078 року, коли княжіння у Вишгороді посів Ярополк Ізяславич, місто стає одним із удільних князівств підвладних Києву. У XIII столітті Вишгород вже був одним з найбільших міст Київської Русі, але 1240 року він був зруйнований ханом Батиєм і згодом перетворився на селище. Статус міста повернено 1968 року, після завершення будівництва Київської ГЕС.
Згідно з переданням, у 1131 році Константинопільський патріарх подарував київському князеві Мстиславові Великому, пізніше проголошеному святим, списки уславлених у столиці Візантійської імперії святинь. Однією з них була ікона, передана пізніше князем Юрієм Довгоруким на зберігання до Дівочого Богородичного монастиря у Вишгороді, яка через це отримала назву Вишгородської Богородиці.
Окремі мистецтвознавці вважають, що, можливо, ікона не була привезена з Візантії, а була написана у Києві, можливо, преподобним Аліпієм-іконописцем .
У 1155 році син Юрія Долгорукого  володимиро-суздальський князь Андрій Боголюбський зруйнував частину Вишгорода та, викравши ікону Вишгородської Богородиці, вивіз її спочатку до своєї резиденції в селі Боголюбово, а пізніше - до Володимира-на-Клязьмі, де вона стала головною святинею збудованого цим князем Успенського собору.  Відповідно, ікону почали називати «Володимирська». Під час монгольської навали на початку ХІІ століття 1237 року монгольське військо на чолі з ханом Батиєм зруйнувало Володимир, Суздаль, Рязань та низку інших північно-східних міст Києво-руської держави. Під час грабування Володимира було підпалено Успенський собор та викрадено шату чудотворної ікони, а сама вона лише чудом врятована одним зі священників. Через півтора століття 1382 року військо хана Золотої орди Тохтамиша вчергове пограбувало Володимир та чудотворний образ Богородиці. Знову було викрадено оздоблену золотом шату. За припущеннями окремих дослідників, одним із художників, який виконував реставрацію ікони на початку XV століття, був Андрій Рубльов, автор знаменитої «Трійці», який, можливо, походив з Волині.
Під час нападу Тимура (Тамерлана)  1395 року ікону було перенесено до Успенського собору Московського Кремля. Те,що військо загарбника несподівано без видимих причин повернуло від Єльця назад, не дійшовши до Москви, було розцінено, як заступництво Богородиці, втіленої у чудотворному образі. Відповідно, ікону було оголошено заступницею Москви. Проте на вимогу жителів Володимира-на-Клязьмі образ було повернуто до їхнього міста, а в Москві залишився лише спеціально виготовлений список (копія). І лише  1480 року ікону остаточно перенесено до Москви, а її заступництвом було пояснено безкровний характер повалення ординського ярма над Московською державою в ході «стояння» на Угрі. У 1812 році ікона Вишгородсько-Володимирської Божої матері на кілька місяців повернулася до Володимира і Мурома, а потім знову була повернута до Москви, в Успенський собор, де й перебувала до 1918 року, коли була взята для реставрації. У 1926 році ікону передали до Державного історичного музею, а 1930 року - до Третьяковської галереї. З вересня 1999 року перебуває в храмі-музеї Святителя Миколая в Толмачах при Третьяковській галереї.

## Парафія
Змішаний характер населення міста енергетиків при Київській ГЕС, що походило з різних, у тому числі західних регіонів України сприяв стрімким процесам національного і релігійного відродження наприкінці 1980-х років. Тому ще до розпаду СРСР у місті Вишгороді було засновано та зареєстровано одну з перших на Київщині і, взагалі, в центральній Україні громаду Української Греко-Католицької Церкви,
У грудні 1989 на зборах вишгородського осередку Української республіканської партії ініціативна група висунула пропозицію про створення у Вишгороді громади Української греко-католицької церкви.
У січні 1990 священиком став київський греко-католицький ієромонах Валерій Шкарубський, студит.
У березні 1990 розпочалися богослужіння у Вишгороді на квартирі св. п. Богдана Павліва та почергово у інших парохіян.
Великодню Службу 1990 відправлено у приміщенні Товариства української мови ім. Т. Шевченка «Просвіта» (вул. Грушевського,1), а освячення пасок — на подвір'ї біля будинку. Після цього до пізньої осені в неділю Служба Божа відправлялась на старому міському цвинтарі, згодом — у приміщенні «Просвіти» не лише в неділю, а й в інші дні.
У січні 1991 року була виділена земельна ділянка для будівництва церкви та парохіяльного центру в яру біля готелю ГЕС.
На Зелені свята 1991 на місці будівництва церкви за участі Блаженнішого Патріарха Мирослава-Івана Любачівського освячено Хрест. На прохання парохіян, Патріарх назвав громаду на честь св. Апостола Андрія Первозваного. Для тимчасових відправ на відведеній для церкви земельній ділянці планували поставити дерев'яний будиночок, але не встигли, бо хтось підпалив його. Спочатку молились у вагончику, згодом прибудували до нього капличку з бетонних блоків.
28 липня 1991 у нашвидкуруч створеній збірно-щитовим способом капличці на свято св. Володимира була відправлена свята Літургія. Весь цей час священиком церкви був о. Валерій Шкарубський, дяками — Сергій Прудко і Валентин Матіяш, котрі закінчували богословські студії у Львові, допомагав їм Б. Павлів. На освячення пасок прийшло понад 100 осіб.
Згодом парохом церкви став о. Сергій Прудко (у вересні 1990 його висвятили на диякона, а на Покрову 1991 і на священика).
13 грудня 1992 відбулося перше храмове свято — св. Андрія Первозваного. На святі Архиєрейську Службу службу правив св. п. митрополит Володимир Стернюк.

## Парафіяльне життя
При храмі розпочав свою діяльність дівочий ансамбль «Коралі», під керівництвом Лесі Потіцької, котрий виріс до муніципального хору, та є лауреатом багатьох міжнародних конкурсів. Багато учасниць ансамблю є парафіянами Собору.
З 1990 року працює недільна школа.Станом на початок 2018 року в парафії здійснюється катехизація трьох дитячих груп, та однієї групи для дорослих. Діють спільноти "Матері в молитві", "Лицарі Колумба".
При Церкві проводяться для дітей та молоді гаївки, зелені свята, організовуються поїздк на відпочинок та оздоровлення. Великою популярністю користуються літні дитячі табори: "Веселі Канікули з Богом", котрі щороку збирають біля Собору понад 80 дітей вишгородців, незважаючи на конфесійну приналежність.
Церква проводить активну благодійну та соціальну діяльність, котра ще більше активізувалась із відкриттям соціально-катехитичного центру в нижніх приміщеннях Собору.

## Будова Собору
4 липня 1994 під час закладання наріжного каменю і освячення його владикою Юліаном Вороновським на небі, над місцем, де він закладався, всі учасники св. Літургії побачили Андріївський хрест, що було сприйнято як благословення Небесних Сил на святу справу.
Під кінець 1995 підвальна (цокольна) частина церкви з різними прибічними кімнатами і залом була перекрита бетонними плитами, дах засмолений і покритий руберойдом. Нову церкву обладнали іконостасом, килимами, перенесеними з каплички, вишитими рушниками і образами, які подарували тернопільці.
У 1995 році Синод Єпископів УГКЦ постановив утворити в складі Львівсько-Галицького Верховного Архиєпископства Києво-Вишгородський екзархат з осідком у Києві. 2 квітня 1996 року декретом Верховного архиєпископа УГКЦ Мирослава-Івана кардинала Любачівського утворено Києво-Вишгородський Екзархат який обіймав усю територію України окрім Галичини.
На храмове свято 13 грудня 1996 року в новому храмі першу Архиєрейську службу правив Екзарх Києво-Вишгородський Владики Михайло Колтун.
Служіння в нижньому храмі відбувалися паралельно з будівництвом верхньої частини храму. У 2003 році були підняті бані й хрести. У верхньому храмі відправи почались у 2005. Коли була оформлена в цілому верхня церква, нижня церква залишила ім'я Андрія Первозваного, а весь собор (з верхньою церквою) назвали «Собор Вишгородської Богородиці» на честь ікони Пресвятої Богородиці, котра колись перебувала в Дівочому монастирі Вишгорода.

## Зміни в парафії
В листопаді 2011 року отець Сергій Прудко був переведений на служіння до Патріаршого Собору Воскресіння Христового у м. Києві. Новопризначеними священиками до Собору Вишгородської Богородиці стали о. Тарас Валах та о. Миколай Сулима.

## Паломництва
З 2006 року Собор Вишгородської Богородиці став місцем офіційних паломництв  вірних УГКЦ. 1 листопада 2015 року Блаженніший Патріарх Святослав проголосив Собор Вишгородської Богородиці Відпустовим місцем з правом уділення повного відпусту. Його рішення було затверджено Декретом Апостольської Пенітенцерії про надання Собору Вишгородської Богородиці статусу духовної спорідненості з Марійськими базиліками світу та проголошення Собору відпустовим місцем. Відтоді прощі відбуваються щороку. Як правило їх очолює предстоятель УГКЦ.

## Парохи (Адміністратори)
1. Шкарубський о. Валерій (1990-1991)
2. Прудко о. Сергій (1991-2011)
3. Валах о. Тарас (2011-)

## Галерея

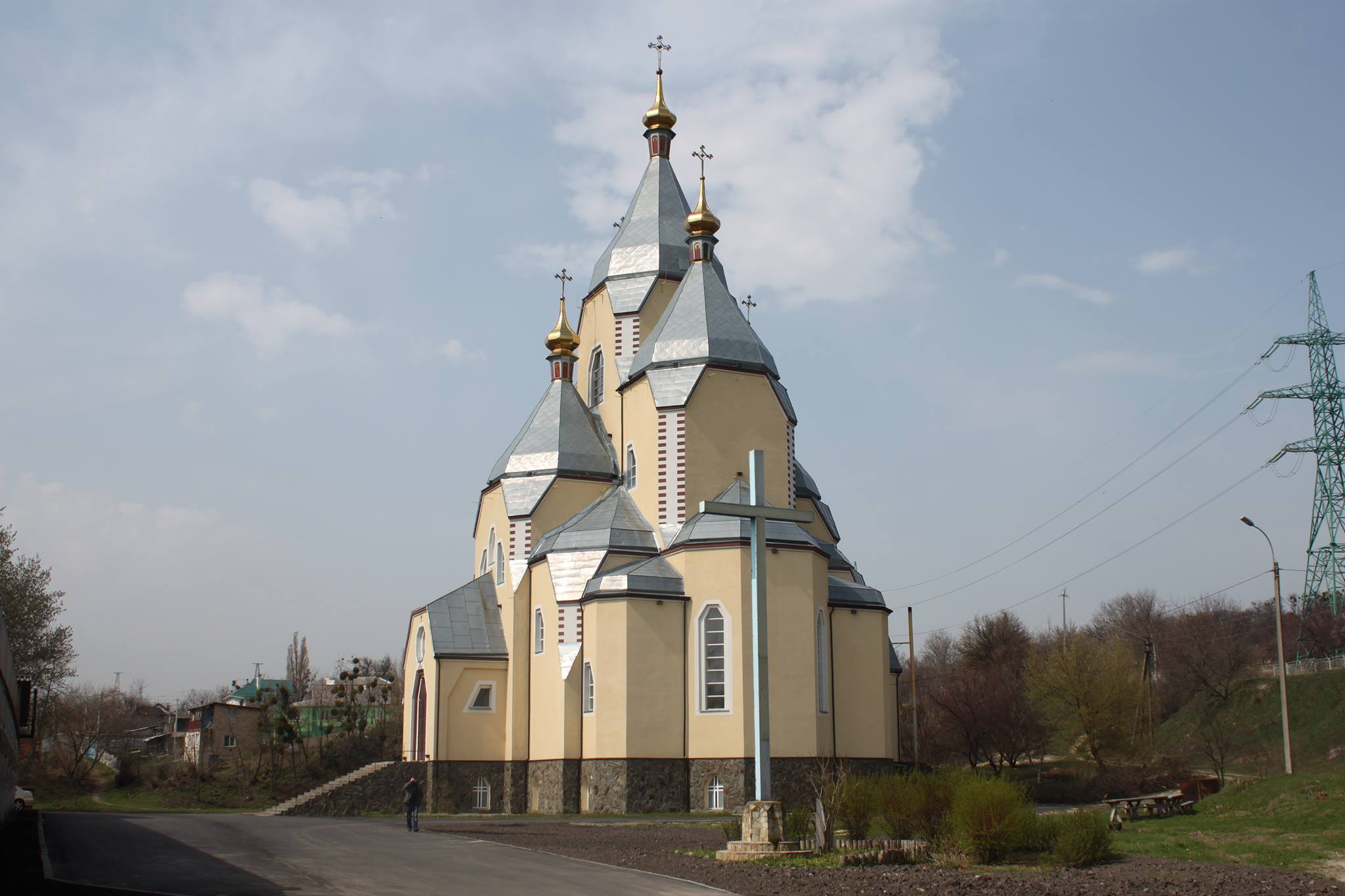

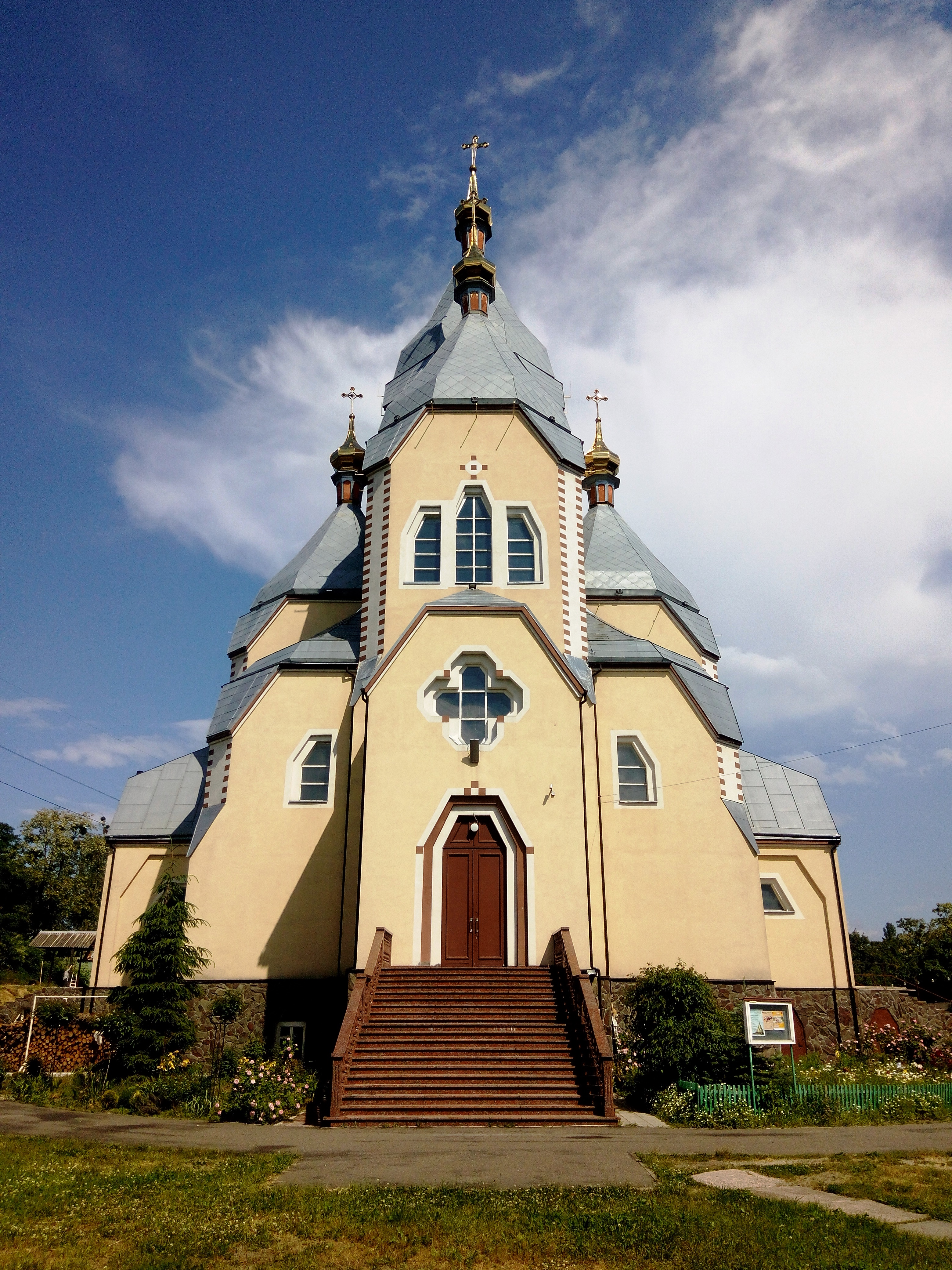

## Служителі (Сотрудники)
1. Матіяш о. Валентин
2. Бердник о. Микола
3. Латинник о. Мирослав
4. Жук о. Петро
5. Габорій о. Дам'ян
6. Сулима о. Миколай
7. Чернюк о. Євгеній